# 多治見市の地名
- 岐阜県 > 多治見市 > 地名

多治見市の地名では、同市内に存在する町名・字名を一覧にして記す。括弧内は大字の場合は旧自治体名、数字の場合は成立年もしくは廃止年、町名の場合は旧町名である。

## 多治見市発足時
1934年（昭和9年）、土岐郡多治見町に可児郡豊岡町及び土岐郡泉町の一部が編入。1940年（昭和15年）8月1日、多治見町が市制施行し、多治見市が成立。成立時の大字を以下に記す。
- 多治見　（旧・多治見町）　1962年廃止
- 中ノ郷　（旧・豊岡町）　1961年廃止
- 長瀬　（旧・豊岡町）　1962年廃止
- 小名田　（旧・豊岡町）　1962年廃止
- 高田　（旧・泉町久尻の一部）　1962年廃止

## 1944年
1944年（昭和19年）、可児郡小泉村、池田村を編入したことにより設置。
- 大原　（旧・小泉村）　1961年廃止
- 根本　（旧・小泉村）　1961年廃止
- 野中　（旧・小泉村）　1961年廃止
- 北　（旧・小泉村）　1961年廃止
- 池田町屋　（旧・池田村）　1961年廃止
- 諏訪　（旧・池田村）　1961年廃止
- 廿原　（旧・池田村）　1961年廃止
- 中ノ郷　（旧・池田村）　1962年廃止
- 南小木　（旧・池田村）　1961年廃止

## 1945年
1945年（昭和20年）1月1日、多治見市中心部（多治見、長瀬など）で区画整理が行われ設置。
- 青木町　（多治見）
- 奥川町　（多治見）
- 神楽町　（多治見）
- 金山町　（多治見）
- 窯町　（多治見）
- 虎渓町1～2丁目　（長瀬）
- 十九田町1～2丁目　（長瀬）
- 小路町　（多治見）
- 新富町1～2丁目　（多治見）
- 末広町　（多治見）
- 精華町　（多治見）
- 大正町1～3丁目　（長瀬）
- 大日町　（多治見）
- 陶元町　（多治見）
- 常盤町　（多治見）
- 豊岡町1～3丁目　（長瀬、中ノ郷など）
- 中町　（多治見）
- 白山町1～5丁目　（長瀬、中ノ郷など）
- 日ノ出町1～2丁目　（多治見）
- 平野町1～4丁目　（多治見など）
- 弁天町1～4丁目　（長瀬）
- 本町1～8丁目　（長瀬、中ノ郷）
- 前畑町1～5丁目　（中ノ郷、多治見など）
- 宮前町1～2丁目　（長瀬）
- 明治町1～2丁目　（多治見）
- 山下町　（多治見）

## 1951年
1951年（昭和26年）3月5日、土岐郡市之倉村を編入したことにより設置。
- 市之倉町　　1962年廃止

1951年（昭和26年）4月1日、土岐郡笠原町（初代）を編入したことにより設置。
- 笠原町　　1952年廃止

## 1952年
1952年（昭和27年）4月1日、旧・笠原町の一部を土岐郡笠原村として分離。残部（滝呂）より滝呂区が設置。
- 滝呂区　　1962年廃止

## 1960年
1960年（昭和35年）4月1日、可児郡姫治村の一部を編入したことにより設置。
- 大針　1961年廃止
- 大薮　1961年廃止
- 北小木　1961年廃止
- 下切　1962年廃止

## 1961年以降
- 赤坂町1～9丁目　（野中、北）1961年
- 大沢町1～2丁目　（大原）1961年
- 大原町1～11丁目　（大原）1961年
- 大針町　（大針）1961年
- 大薮町　（大薮、下切など）1961年
- 北丘町1～8丁目　（根本）1961年
- 北小木町　（北小木）1961年
- 喜多町1～10丁目　（池田町屋、北など）1961年
- 小泉町1～8丁目　（大原）1961年
- 幸町1～8丁目　（大原）1961年
- 三の倉町　（諏訪）1961年
- 昭栄町　（根本）1961年
- 諏訪町　（諏訪）1961年
- 太平町1～6丁目　（池田町屋、北など）1961年
- 高根町1～4丁目　（大原、根本）1961年
- 宝町1～11丁目　（野中、北、中ノ郷など）1961年
- 月見町1～3丁目　（池田町屋）1961年
- 廿原町　（廿原）1961年
- 西山町1～4丁目　（大原、根本）1961年
- 根本町1～12丁目　（大原、根本）1961年
- 姫町1～7丁目　（大薮、下切など）1961年
- 平井町1～6丁目　（大原、野中など）1961年
- 富士見町1～5丁目　（池田町屋）1961年
- 松坂町1～5丁目　（根本）1961年
- 美山町　（野中など）1961年
- 旭ケ丘1～10丁目　（長瀬、中ノ郷など）1962年
- 生田町1～6丁目　（多治見）1962年
- 池田町1～6丁目　（池田町屋、北）1962年
- 市之倉町1～13丁目　（市之倉町）1962年
- 上野町1～5丁目　（長瀬）1962年
- 大畑町　（多治見）1962年
- 大畑町1～7丁目　（多治見）1962年
- 小田町1～6丁目　（長瀬）1962年
- 音羽町1～5丁目　（池田町屋、中ノ郷など）1962年
- 小名田町　1962年
- 小名田町1～4丁目　（小名田）1962年
- 金岡町1～5丁目　（長瀬など）1962年
- 上町1～4丁目　（多治見）1962年
- 上山町1～2丁目　（長瀬）1962年
- 京町1～6丁目　（多治見）1962年
- 虎渓山町1～7丁目　（長瀬）1962年
- 坂上町1～10丁目　（多治見）1962年
- 栄町1～3丁目　（中ノ郷、豊岡町など）1962年
- 下沢町1～4丁目　（多治見）1962年
- 昭和町　（多治見）1962年
- 住吉町1～7丁目　（長瀬）1962年
- 高田町　1962年
- 高田町1～11丁目　（高田）1962年
- 滝呂町1～16丁目　（滝呂区）1962年
- 田代町1～3丁目　（池田町屋、中ノ郷など）1962年
- 東栄町1～5丁目　（高田）1962年
- 長瀬町　（長瀬）1962年
- 錦町　（多治見）1962年
- 東町1～4丁目　（多治見）1962年
- 光ケ丘1～5丁目　（大原、野中、中ノ郷など）1962年
- 広小路1～4丁目　（多治見）1962年
- 平和町1～8丁目　（多治見）1962年
- 星ケ台1～4丁目　（多治見）1962年
- 三笠町1～4丁目　（多治見）1962年
- 美坂町1～8丁目　（多治見）1962年
- 緑ケ丘　（長瀬、小田町）1962年
- 御幸町1～3丁目　（多治見）1962年
- 明和町1～9丁目　（大原、中ノ郷など）1962年
- 元町1～3丁目　（多治見）1962年
- 山吹町1～3丁目　（多治見）1962年
- 若松町1～4丁目　（長瀬、中ノ郷など）1962年
- 脇之島町1～8丁目　（多治見）1962年
- 希望ケ丘1～4丁目　（小名田町）
- 新町1～2丁目
- 西坂町1～5丁目
- 東山1～3丁目　（高田町）

## 2006年
2006年1月23日、土岐郡笠原町を編入したことにより設置。
- 笠原町　2006年

## 参考資料
- 角川日本地名大辞典 21 岐阜県
- 多治見市史